# Una storia semplice
Una storia semplice (estrenada internacionalment com a A Simple Story) és una pel·lícula dramàtica italiana del 1991 dirigida per Emidio Greco. Es basa en la novel·la Una història senzilla escrita per Leonardo Sciascia. Fou estrenada com a part de la selecció oficial de la 48a Mostra Internacional de Cinema de Venècia.

## Argument
La història de Sciascia es desenvolupa amb l'arribada a Sicília d'un representant de la medicina de Verona. No sap que va presenciar un doble assassinat a una estació de ferrocarril rural fins que s'assabenta de l'esdeveniment a la ràdio del seu cotxe. Demana a la comissaria local que l'ajudi en les investigacions. La policia ha descobert el cos d'un ambaixador jubilat, retornat després d'anys d'absència, a la seva remota masia, després que els hagués trucat per la descoberta d'un element (un quadre robat) enrotllat a l'àtic. La policia no va trucar aquella nit, ja que l'inspector de servei va pensar que podia ser un engany (sabia que la masia estava abandonada). L'endemà, l'estranya aparença del cos de l'ambaixador retirat, que sembla ser un suïcidi, fa sospitar que podria haver estat assassinat. Aquesta és l'opinió del policia investigador però és rebutjada pel comissari de policia, que insisteix en un suïcidi simple i sense complicacions. Hi ha un suggeriment que els carabiniers que també han passat a l'escena del crim són conscients de la teoria alternativa. Mentrestant, l'interrogatori del representant de la medicina de Verona aclareix que no havia vist el personal del ferrocarril, sinó els seus assassins enrotllant una "catifa" (en realitat el quadre) a l'estació. La investigació continua amb un vell amic del "suïcida", un professor Franzo que revela més sobre les converses telefòniques que havien intercanviat abans de la mort de l'ambaixador. Sembla quw la policia pensi que els edificis de la granja havien estat utilitzats per a activitats delictives des de fa temps. L'inspector, però, sembla estar massa familiaritzat amb l'interior de la casa principal i els dubtes reals entren en la ment del brigadier sobre la seva implicació real en el crim. El jutge insisteix sense raonar que el comissari de policia i els carrabiners haurien de donar-li proves irrefutables si vol continuar amb qualsevol cas, ja que, segons ell, tot el que va escoltar eren conjectures. Arriben la vídua separada i el fill de l'ambaixador i l'abast de la fractura familiar és evident. Sembla que van confiar en el rector local Don Cricco per supervisar les propietats familiars principalment abandonades a la zona. La pel·lícula acaba amb un accident en què l'inspector i el brigadier intercanvien trets de pistoleta, matant l'inspector. La policia ho considera un accident.

## Repartiment
- Gian Maria Volonté: Professor Franzò
- Massimo Dapporto: L'Inspector
- Ennio Fantastichini: El Commissionat
- Ricky Tognazzi: Brigadier Lepri
- Massimo Ghini: El representant de medicines
- Paolo Graziosi: Coronel de Carabinieri
- Omero Antonutti: Pare Cricco
- Gianmarco Tognazzi: Fill de Roccella
- Macha Méril: Mare de Roccella
- Gianluca Favilla: El fiscal
- Tony Sperandeo: El primer agent
- Giovanni Alamia: El segon agent

## Reconeixements
- 1992 - David di Donatello[4]
  - Candidatura Millor actor protagonista a Gian Maria Volonté
  - Candidatura Millor so a Gianni Zampagni
- 1992 - Nastro d'argento
  - Millor guió a Andrea Barbato e Emidio Greco
  - Candidatura Millor actor no protagonista a Ennio Fantastichini
- 1992 - Globo d'oro
  - Millor pel·lícula a Emidio Greco
  - Millor Guió a Andrea Barbato e Emidio Greco
  - Candidatura Millor musica a Luis Bacalov
- 1992 - Grolla d'oro
  - Millor actor a Gian Maria Volonté, Massimo Dapporto, Ennio Fantastichini, Ricky Tognazzi e Massimo Ghini
- 1991 - Mostra Internacional de Cinema de Venècia
  - Candidatura Lleó d'Or a Emidio Greco
- 1992 - Festival de Cinema Mediterrani de Montpeller
  - Antígona d'Or a la millor pel·lícula.[5]